# Mitchel Forman
Mitchel Forman (født 24. januar 1956 i Brooklyn, New York City, New York, USA) er en amerikansk pianist og keyboardspiller.
Forman studerede klaver på Manhattan School of Music. Han har spillet med Gerry Mulligan, Stan Getz, Wayne Shorter, Jack DeJohnette, John Scofield, Bill Evans, Brian Bromberg, Mark Egan, Mike Stern, Gary Burton, Pat Metheny, Simon Phillips, Dennis Chambers, Freddie Hubbard . Mahavishnu Orchestra, og med fusionsgruppen Metro etc. Forman er inspireret af Oscar Peterson, Bill Evans, Chick Corea, Herbie Hancock, McCoy Tyner og Keith Jarrett. Han har også ledet egne grupper og indspillet en del plader i eget navn.

## Diskografi som Leder
- Childhood Dreams (1982)
- Only a Memory (1983)
- Train of Thought (1985)
- What Else? (1992)
- Hand Made (1993)
- Now and Then (1993)
- Harvest Song (1997)
- New Standards (1999)
- Patience (2001)
- Mr. Clean: Live at the Baked Potato (2002)
- Perspectives (2006)
- Lost and Found (2010)

## Med gruppen Metro
- Metro (1994)
- Tree People (Lipstick, 1995)
- Metrocafe (Hip Bop, 2000)
- Grapevine (2002)
- Live at the A-Trane (2004)
- Express (2007)
- Big Band Boom (2015)

## Som Sideman
- Blue Matter (1986) - med John Scofield
- Upside Downside (1982) - med Mike Stern
- t's About Time (1991) - med Brian Bromberg
- Brian Bromberg (1993) - med Brian Bromberg
- Reunion (1990) - med gary Burton
- Billy Highstreet Samba (1990) - med Stan Getz
- Mahavishnu (1984) - med Mahavishnu Orchestra
- Adventures in Radioland (1986) - med Mahavishnu Orchestra
- Phantom Navigator (1987) - med Wayne Shorter
- Interspirit (2010) - med Anthony Jackson

## Eksterne Henvisninger
- Homepage